# Картика Аффанди
Ка́ртика Аффа́нди (индон. Kartika Affandi; род. 27 ноября 1934, Джакарта) — индонезийская художница, дочь Аффанди Кусума.

## Краткая биография
Родилась в артистической семье: и её отец, и мать были художниками. Окончила школу в системе «таман сисва», затем университет Висва Бхарати в Шантиникетане (Индия) и Лондонскую политехническую школу искусств, где изучала скульптуру. Изучала методы сохранения и реставрации художественных объектов в Академии изящных искусств в Вене (1980) и в Международном центре сохранения и реставрации художественных объектов в Риме. В настоящее время руководит галереей и фондом культурного наследия своего отца Аффанди.

## Творчество
Отец никогда серьезно не воспринимал ее увлечение живописью, говоря, что общество не сможет принять ее как художника, потому что она женщина. А если и примет, то она всегда будет лишь тенью своего отца. Несмотря на это, она не отказывалась от живописи и в 1957 году впервые приняла участие в коллективной выставке женщин-художников в Джокьякарте. Как и отец, она никогда не пользуется кистью или палитрой — рисует пальцами, а краски выдавливает из тюбика прямо на полотно или растирает на тыльной стороне ладони. Мазки поэтому получаются грубые, но энергичные и очень экспрессивные. Картика как художница испытала огромное влияние отца, хотя и недолго посещала занятия в индийском университете Шанти Никетон и в художественной школе в Лондоне (1950). Её стиль, близкий к экспрессионизму с самобытной динамикой форм и колорита, несомненно от отца. Совместно с ним она принимала участие в создании фресок в Гавайском университете (1967). Один из её самых любимых жанров — автопортрет. Но на её полотнах изображены также рыбаки, крестьяне, рабочие, нищие, яркая природа Явы. Картины Картики хранятся во многих музеях мира. В 2016 году австралийский режиссер Кристофер Базиль снял о ней документальный фильм «Жизнь и искусство Картики Аффанди».

Картика Аффанди на праздновании своего 80-летия. Джокьякарта, 29 ноября 2014 г.

## Мнение
Картика — первая женщина-художница в Индонезии, которая осмелилась открыто выразить боль и борьбу женщины в поисках своей истинной идентичности, независимо от того, как это может вступить в противоречие с навязанными культурой ролями женственности. — Астри Райт, профессор искусства Южной и Юго-Восточной Азии в Университете Виктории в Канаде

## Семья
- Отец Аффанди Кусума, художник (1907—1990)
- Мать художница Марьяти, первая жена Аффанди (1916—1991)
- Первый муж художник Р. М. Саптохуджойо (1925—2003) (1952—1972, развод)
- Второй муж австриец тренер по йоге Герхард Коберл (1985—2001, развод)
- 8 детей (от первого брака)